# Martin Samuel
Martin Samuel MBE (auch Martin Samuels) ist ein Friseur beim Film, der seit Beginn seiner Karriere Mitte der 1970er Jahre an über 50 Film- und Fernsehproduktionen beteiligt war. Er wurde für drei Oscars in der Kategorie Bestes Make-up und beste Frisuren nominiert, sowie für drei Emmys und für vier British Academy Film Awards in der Kategorie Beste Maske, von denen er 2004 einen gewann.

## Leben
Samuel wurde in London ausgebildet und arbeitete zunächst als Salonfriseur. Über Arbeiten für Werbefilme kam er zur Filmindustrie. Für seinen ersten Film Stardust zog er nach Los Angeles. Nach Arbeiten in New Mexico und Großbritannien sowie einer Europatour mit David Bowie nahm Samuel nach 1983 eine Auszeit vom Filmgeschäft und eröffnete einen Friseursalon und ein Bekleidungsgeschäft in England. 1991 kehrte er mit Unter Verdacht zum Film zurück. Inzwischen lebt und arbeitet er mit seiner Frau Mary und seinen zwei Kindern wieder in Los Angeles.

## Filmografie
- 1974: Stardust
- 1976: No Hard Feelings (Fernsehfilm)
- 1976: Nouvelles de Henry James (Fernsehserie)
- 1976: Der Mann, der vom Himmel fiel (The Man Who Fell to Earth)
- 1977: Sein letzter Mord (The Disappearance)
- 1977: Full Circle
- 1978: Die Schrecken der Medusa (The Medusa Touch)
- 1979: Die Europäer (The Europeans)
- 1980: It's My Turn – Ich nenn' es Liebe (It's My Turn)
- 1980: Xanadu
- 1980: Nashville Lady (Coal Miner’s Daughter)
- 1981: Reich und berühmt (Rich and Famous)
- 1982: Das scharlachrote Siegel (The Scarlet Pimpernel, Fernsehfilm)
- 1982: Pink Floyd – The Wall
- 1982: I'm Dancing as Fast as I Can
- 1982: Der Konflikt – Du oder Beide (Shoot the Moon)
- 1983: Eureka
- 1991: Unter Verdacht (Under Suspicion)
- 1991: Der Kuß vor dem Tode (A Kiss Before Dying)
- 1992: Peter’s Friends – Freunde sind die besten Feinde (Peter’s Friends)
- 1993: Little Buddha
- 1993: Der Sohn des rosaroten Panthers (Son of the Pink Panther)
- 1994: Willkommen in Wellville (The Road to Wellville)
- 1995: Engel und Insekten (Angels & Insects)
- 1996: Evita
- 1996: Jane Eyre
- 1998: Zivilprozeß
- 1999: Snoops – Charmant und brandgefährlich (Snoops, Fernsehserie)
- 1999: Wild Wild West
- 2001: K-PAX – Alles ist möglich (K-PAX)
- 2001: Verrückt/Schön – Crazy/Beautiful (Crazy/Beautiful)
- 2001: Blow
- 2002: CinéMagique (Kurzfilm)
- 2002: Genug – Jeder hat eine Grenze (Enough)
- 2003: Fluch der Karibik (Pirates of the Caribbean: The Curse of the Black Pearl)
- 2003: Fanfan der Husar (Fanfan la tulipe)
- 2003: Was Mädchen wollen (What a Girl Wants)
- 2003: Das Leben des David Gale (The Life of David Gale)
- 2004: Noel – Engel in Manhattan (Noel)
- 2004: Das geheime Fenster (Secret Window)
- 2005: Domino
- 2005: Chromophobia
- 2005: Sahara – Abenteuer in der Wüste (Sahara)
- 2006: Pirates of the Caribbean – Fluch der Karibik 2 (Pirates of the Caribbean: Dead Man’s Chest)
- 2006: Bandidas
- 2007: Pirates of the Caribbean – Am Ende der Welt (Pirates of the Caribbean: At World’s End)
- 2008: Elegy oder die Kunst zu lieben (Elegy)
- 2008–2010: State of the Union (Fernsehserie)
- 2009: Californication (Fernsehserie)
- 2009: Love Happens
- 2009: Obsessed
- 2009: American Primitive
- 2010: Burlesque
- 2012–2013: Malibu Country (Fernsehserie)
- 2012: Hitchcock
- 2014: Love & Mercy
- 2015: Ted 2

## Auszeichnungen (Auswahl)
- 1997: British-Academy-Film-Award-Nominierung in der Kategorie Beste Maske für Evita (zusammen mit Sarah Monzani)[2]
- 2004: Oscar-Nominierung in der Kategorie Bestes Make-up für Fluch der Karibik (zusammen mit Ve Neill)[3]
- 2004: British Academy Film Award in der Kategorie Beste Maske|Beste Maske für Fluch der Karibik (zusammen mit Ve Neill)[4]
- 2007: British-Academy-Film-Award-Nominierung in der Kategorie Beste Maske für Pirates of the Caribbean – Fluch der Karibik 2 (zusammen mit Ve Neill)[5]
- 2008: Oscar-Nominierung in der Kategorie Bestes Make-up für Pirates of the Caribbean – Am Ende der Welt (zusammen mit Ve Neill)[6]
- 2008: Emmy-Nominierung für State of the Union (Episode 104)[7]
- 2009: Emmy-Nominierung für State of the Union (Episode 202)[8]
- 2010: Emmy-Nominierung für State of the Union (Episode 301, zusammen mit Colleen LaBaff)[9]
- 2013: Oscar-Nominierung in der Kategorie Bestes Make-up und beste Frisuren für Hitchcock (zusammen mit Howard Berger und Peter Montagna)[10]
- 2013: British-Academy-Film-Award-Nominierung in der Kategorie Beste Maske für Hitchcock (zusammen mit Julie Hewett und Howard Berger)[11]